# Beovizija
Beovizija es un festival musical creado en 2003. Desde 2007, este festival sirvió a Serbia como selección nacional de su representante en el Festival de Eurovisión. Beovizija está organizado y es trasmitido anualmente a través de la RTS y de la RTRS-BHTV en Bosnia y Herzegovina, e internacionalmente en Eurovision.tv y RTS SAT a partir de 2008. Este festival se lleva a cabo en el mes de febrero en el Sava Centar de Belgrado. El festival se inició en 2004 y fue uno de los programas de entretenimiento más vistos en Serbia hasta su cancelación en diciembre de 2009, cuando la RTS anunció que cambiaría la forma de elegir a su representante para Eurovisión, y, en consecuencia, Beovizija fue cancelada. Sin embargo, el 19 de enero de 2018, la RTS confirmó el retorno del Beovizija sirviendo como selección del representante Serbio en el Festival de Eurovisión 2018.

## Historia
Después de 11 años sin participar (desde la edición de 1992) a causa de su expulsión por el conflicto en los Balcanes, Serbia y Montenegro iba a participar por primera vez en el Festival de Eurovision en 2003. Desafortunadamente, la UER estableció que debido al alto número de países que deseaban incorporarse ese año al Festival, algunos tenían que quedarse fuera. Serbia y Montenegro (que en ese momento participaban como un único país) fue uno de ello, por lo que, finalmente, la vuelta del país al Festival se produjo un año más tarde.
Originalmente, el festival estaba pensado para que comenzara en 2004 como selección del país para Eurovisión. Sin embargo, la RTGC de Montenegro expresó su deseo de un festival común para determinar el participante en el evento Europeo. De esa manera, el Beovizija sería la semifinal Serbia mientras que el Montevizija (celebrado en Podgorica) sería la semifinal Montenegrina. Los mejores de ambas semifinales se enfrentarían en una final bajo el nombre de Evrop(j)esma.
El primer Beovizija se llevó a cabo un año antes de que Serbia y Montenegro ingresaran en Eurovisión y fue más bien una noche de premios para la industria musical serbia. En 2003 y 2004 compitieron 28 canciones, mientras que 25 pudieron competir en 2005 y 2006. El sistema de votación siempre ha sido 50% jurado y 50% televoto (excluyendo 2003 cuando no hubo votación), resultando ambos sistemas al final en votaciones al estilo Eurovisión (1-8, 10 y 12 puntos) que se otorgan a las canciones. Sin embargo, a lo largo de las ediciones, el número de miembros del jurado ha cambiado. Desde 2004 hasta 2006 hubo 8 miembros del jurado, mientras que desde 2007 solo hubo 3 miembros del jurado tanto para la semifinal como para la noche final.
En 2006, Serbia y Montenegro se separaron pacíficamente después de un referéndum. Serbia se convirtió en un país independiente y, por tanto, Beovizija se convirtió en la selección nacional para el Festival de la Canción de Eurovisión. El país debutaría de manera independiente en 2007, siendo ese año Marija Šerifović su representante y ganando esa edición del Festival de Eurovisión.
Beovizija se llevó a cabo durante dos noches en febrero. En la semifinal participaron 20 canciones y fue el voto combinado del público y del jurado el que determinó las 10 mejores canciones que se clasificaron para la final. De esa misma manera, se determinó el ganador de Beovizija. Los premios de la industria musical serbia se entregaron en la noche final de Beovizija.
En 2008, las semifinales se iban a celebrar el 19 de febrero, mientras que la final se realizaría un día después. Sin embargo, debido a la declaración de independencia de Kosovo, el festival se retrasó hasta el 9 de marzo, cuando tuvo lugar la semifinal y la final, que tuvo lugar el 10 de marzo.
En diciembre de 2009, la RTS anunció que cambiaría la forma para seleccionar a su participante en Eurovisión y, por lo tanto, canceló Beovizija.
El 19 de enero de 2018, la RTS confirmó oficialmente el regreso del Beovizija como evento de selección del representante Serbio en el Festival de la Canción de Eurovisión 2018.

## Ganadores
| Año  | Canción                                   | Artista                   | Compositor(es)                              | Eurovisión                              | Eurovisión      | Eurovisión      | Eurovisión           | Eurovisión           |
| Año  | Canción                                   | Artista                   | Compositor(es)                              | Canción                                 | Final           | Puntos          | Semifinal            | Puntos               |
| ---- | ----------------------------------------- | ------------------------- | ------------------------------------------- | --------------------------------------- | --------------- | --------------- | -------------------- | -------------------- |
| 2003 | «Čija si»                                 | Toše Proeski              |                                             | No participó                            | No participó    | No participó    | No participó         | No participó         |
| 2004 | «Zbunjena»(Confundido)                    | Negative                  |                                             | «Lane moje» (Querida) Željko Joksimović | 2               | 263             | 1                    | 263                  |
| 2005 | «Jutro» (Mañana)                          | Jelena Tomašević          | Zeljko Joksimović Aleksandra Milutinović    | «Zauvijek moja» (Siempre mía) No Name   | 7               | 137             | Exento de participar | Exento de participar |
| 2006 | «Ludi letnji ples» (Baile de verano loco) | Flamingosi feat. Louis    |                                             | No participó                            | No participó    | No participó    | No participó         | No participó         |
| 2007 | «Molitva» (Oración)                       | Marija Šerifović          | Vladimir Graić Saša Milošević               |                                         | 1               | 268             | 1                    | 298                  |
| 2008 | «Oro»                                     | Jelena Tomašević          | Dejan Ivanović Željko Joksimović            |                                         | 6               | 160             | Anfitrión            | Anfitrión            |
| 2009 | «Cipela» (Zapato)                         | Marko Kon & Milan Nikolić | Aleksandar Kobac Marko Kon Milan Nikolić    |                                         | No se clasificó | No se clasificó | 10                   | 60                   |
| 2018 | «Nova deca» (Niños nuevos)                | Sanja Ilić & Balkanika    | Aleksandar "Sanja" Ilić                     |                                         | 19              | 113             | 9                    | 117                  |
| 2019 | «Kruna» (Corona)                          | Nevena Božović            | Nevena Božović                              |                                         |                 |                 |                      |                      |
| 2020 | «Hasta La Vista»'                         | Hurricane                 | Nemanja Antonić, Kosana Stojić, Sanja Vučić |                                         |                 |                 |                      |                      |

1. 1 2  La canción seleccionada en el Beovizija no consiguió finalmente la clasificación para representar a Serbia y Montenegro en la Festival de Eurovisión.